# Carex akitaensis
Carex akitaensis är en halvgräsart som beskrevs av Fujiw. Carex akitaensis ingår i släktet starrar, och familjen halvgräs. Inga underarter finns listade i Catalogue of Life.